# Basse-Goulaine

Basse-Goulaine este o comună în departamentul Loire-Atlantique, Franța. În 2009 avea o populație de 7,995 de locuitori.